# Granton (Nowa Szkocja)
Granton – miejscowość (community) położona w Kanadzie, w środkowej części prowincji Nowa Szkocja, założona pod koniec XVIII wieku. W drugiej połowie XX w. ośrodek przeładunkowy węgla kamiennego, od lat 70. XX w. ośrodek przemysłu gumowego (opony). W 1956 liczyła 102 mieszkańców.

## Nazewnictwo
Miejscowość została nazwana na cześć szkockiego portu Granton nad Firth of Forth.

## Położenie
Miejscowość (community) jest położona na prawym (wschodnim) brzegu rzeki Middle River of Pictou (dawniej Middle River) niedaleko ujścia do zatoki Pictou Harbour, ok. 10 km od Westville (45°36′31″N 62°44′28″W), w kanadyjskiej prowincji Nowa Szkocja, w hrabstwie Pictou.

## Historia
Miejscowość założona została pod koniec XVIII wieku – w 1784 nadano ziemię na jej obszarze Archibaldowi Allerdice’owi, a w 1814 także Elizie McLean. Rozwój miejscowości datuje się od zbudowania na przełomie lat 60. i 70. XIX w. dwóch nabrzeży przeładunkowych, do których doprowadzono z Westville linie kolejowe – jedną w 1871 dla węgla kamiennego wydobywanego w kopalni „Black Diamond Mine” (pod zarządem Nova Scotia Coal Company; wydobycie zakończono 1875), drugą w 1868 – dla węgla z kopalni „Drummond Mine” (pod zarządem Intercolonial Coal Company; nabrzeże zamknięto w 1904 w związku z przedłużeniem linii kolejowej do nabrzeża w Abercrombie.

## Demografia
Ludność miejscowości przede wszystkim rolnicza, także związana z żeglugą, w 1883 liczyła 15 osób, w 1892 – 50 osób, a w 1956 – 102 osób.

## Polityka
Współcześnie należy do okręgu wyborczego (do rady hrabstwa) nr 8.

## Przemysł
Od początku lat 70. XX w. ponowny rozwój przemysłu – w październiku 1971 uruchomiono w fabrykę opon Michelin (Michelin Tyre (Canada) Ltd.) z przeznaczeniem na rynek północnoamerykański, zatrudniający na początku ok. 400 pracowników.